# 永安縣 (涪州)
永安縣，是唐代涪州所屬的一個縣，在今之重慶市長壽區、涪陵區一帶，治今長壽縣東南復元公社南永豐場。武德二年（619年）析涪陵縣、巴縣地置，隸屬涪州。開元二十二年（734年）省入樂溫縣。